# Gare d'Audrieu
La gare d'Audrieu est une gare ferroviaire française de la ligne de Mantes-la-Jolie à Cherbourg, située sur le territoire de la commune d'Audrieu, dans le département du Calvados, en région Normandie.
C'est une halte ferroviaire de la Société nationale des chemins de fer français (SNCF) desservie par des trains TER Normandie.

## Situation ferroviaire
Établie à 67 m d'altitude, la gare d'Audrieu est située au point kilométrique (PK) 258,534 de la ligne de Mantes-la-Jolie à Cherbourg, entre les gares de Bretteville - Norrey et de Bayeux.

## Fréquentation
De 2015 à 2023, selon les estimations de la SNCF, la fréquentation annuelle de la gare s'élève aux nombres indiqués dans le tableau ci-dessous.
| Année     | 2015   | 2016   | 2017   | 2018   | 2019   | 2020   | 2021   | 2022   | 2023   |
| --------- | ------ | ------ | ------ | ------ | ------ | ------ | ------ | ------ | ------ |
| Voyageurs | 16 984 | 16 471 | 16 234 | 14 323 | 15 635 | 10 779 | 14 265 | 20 670 | 25 120 |

## Service voyageurs

### Accueil
La halte est un point d'arrêt non géré (PANG) à entrée libre.

### Desserte
Audrieu est desservie par les trains TER Normandie qui effectuent des missions entre les gares de Caen et Cherbourg ou Coutances.

### Intermodalité
Un parc pour les vélos est aménagé.